# Lymantria mathura
Lymantria mathura is een vlinder uit de familie van de spinneruilen (Erebidae), onderfamilie donsvlinders (Lymantriinae). De wetenschappelijke naam van de soort is voor het eerst geldig gepubliceerd in 1866 door Moore.
Het mannetje heeft een voorvleugellengte van 21 tot 24 millimeter, het vrouwtje van ongeveer 38 millimeter. De rups heeft een lengte van 42 tot 45 millimeter. De soort is polyfaag op allerlei soorten loofbomen. Het vrouwtje zet de eitjes af in bastspleten en dekt ze met haren van het achterlijf af. De bomen waarop de eitjes worden afgezet zijn niet noodzakelijkerwijs de voedselbomen voor de rups. 
De soort komt in het oostelijk deel van Azië voor.